# NGC 166
NGC 166 је спирална галаксија у сазвежђу Кит која се налази на NGC листи објеката дубоког неба.
Деклинација објекта је - 13° 36' 38" а ректасцензија 0h 35m 48,8s. Привидна величина (магнитуда) објекта NGC 166 износи 14,5 а фотографска магнитуда 15,4. NGC 166 је још познат и под ознакама MCG -2-2-63, PGC 2143.